# P-700花岗石导弹

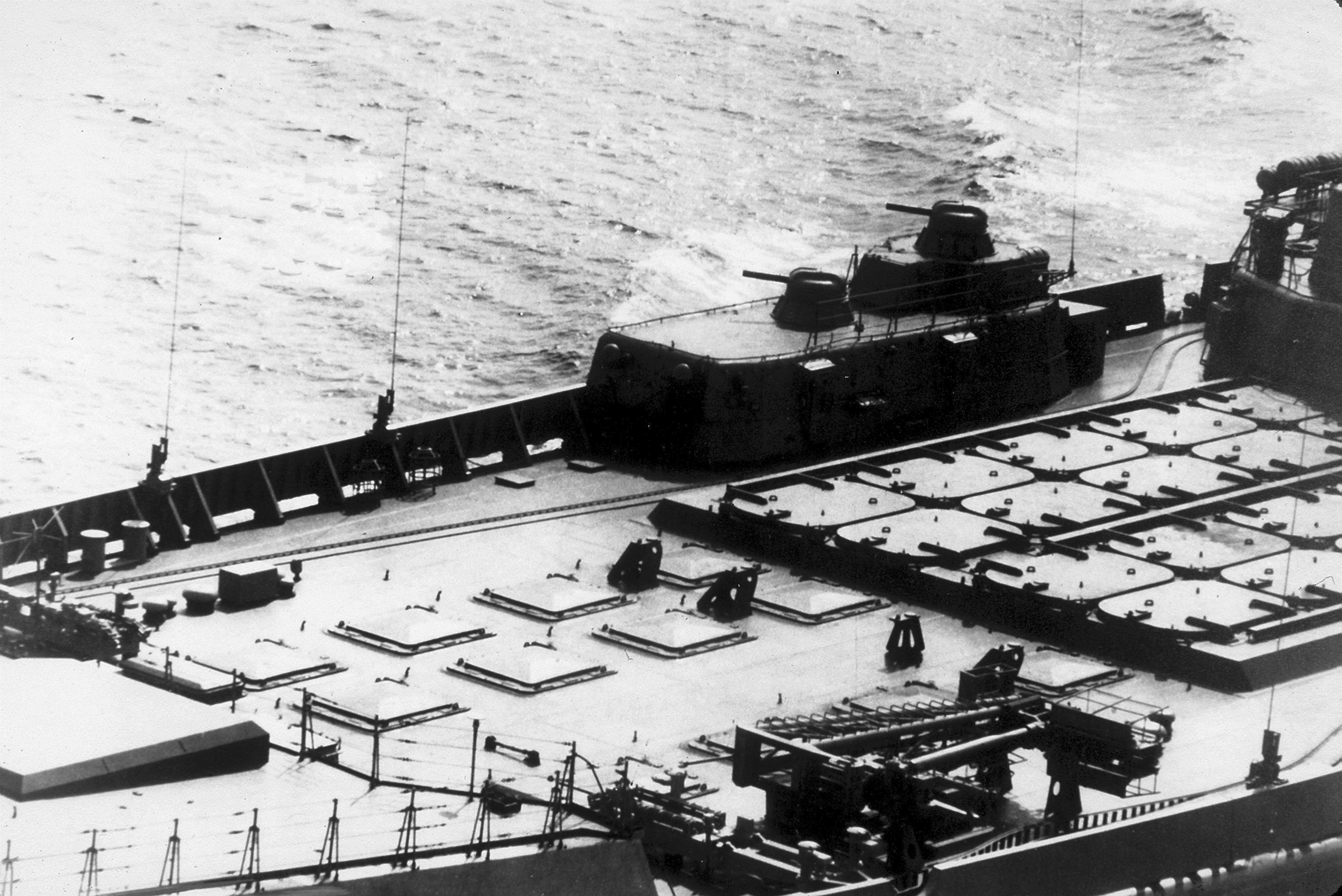
裝備於基洛夫級巡洋艦上的P-700花崗石反艦飛彈艦載垂直發射系統，由美國海軍企業號航空母艦的RF-14貓眼偵查機攝於1985年。

P-700花岗岩（俄语：П-700 "Гранит"；拉丁轉寫：P-700 Granit）是苏联海军与俄罗斯海军拥有的反舰巡航导弹。GRAU編號3M45, 北约代号SS-N-19 「Shipwreck」（船难）。除了標準的海基版外，它还有空射和潜射版本。

## 開發
P-700在1970年代開發，在P-500 Bazalt基础上发展而来，均为采用涡轮喷气引擎的重型超音速远程反舰导弹，計畫取代红海军之前使用的P-120反艦飛彈與P-70紫水晶式反艦飛彈，因后兩款飛彈为重型亚音速反舰导弹，且因采用固体火箭为动力射程只有100公里等級，面對1970年代後美軍超級航空母艦上的艦載機毫無生存性可言。為有效在美軍航艦打擊圈外率先發動攻擊，蘇聯的工程師将重型反舰（反航母，具备0.5吨至1吨弹头）导弹向超音速远程方向發展，這使得後來的蘇聯軍艦量級為了適應武器也走向大型化趨勢。

## 性能
P-700是从SS-N-12导弹加装涡喷发动机而来，因此西方长期认为它们几乎一样，直到库尔斯克号核潜艇事件才看到真容。之后又在它基础上发展出了 P-800导弹，然后发展出布拉莫斯导弹。
苏联对它的使用方法是一次多弹发射，据俄国资料称它们发射后会有一枚爬到高高度成为领航导弹，把搜索到的情况分析传给低高度飞行的其他导弹来引导它们，如果领航导弹被击落下一枚自动爬升成为领航导弹，并说它还能挑选中最有价值的目标先行打击。但是如此神奇的人工智能描述受到了不少怀疑。早在1963年P-500的研制工作中，因其射程太远，受地球曲率影响，目标超过了舰载雷达的探测范围，为此需要卫星或侦察机来提供目标数据。最先完成的是由侦察机（图95）和直升机（卡莫夫系列）提供中继制导，而当时卫星提供引导的研制一再推迟；因飞机中继制导亦受敌方舰载机威胁，在当时海军司令戈尔什科夫元帅的要求下，第52设计局另辟蹊径让P-500有一定的自主制导能力，其特点是设计方式为4枚以上齐射，其中一枚在4000米以上中高空飞行，用弹载雷达搜索敌舰，同时将数据传递给低空飞行的其他导弹。如果领航导弹被击落，其他导弹依次接替，这就是独特的“领航导弹指导方式”。但是这种指导方式比较复杂，1969年开始实弹试射，直到1977年才正式通过验收。同期卫星引导方式亦完成，不过因卫星存在环地飞行规律，数量较少时不能随时为P-500提供目标数据，因而这套系统又被移植到P-700上。

## 外连
- www.dtig.org Russian/Soviet Sea-based Anti-Ship Missiles (pdf)